# Оперативный учёт
Оперативный учёт (оперативно-технический учёт) ― одно из четырех направлений хозяйственного учёта наряду с бухгалтерским, статистическим и налоговым. В зарубежной литературе традиционно рассматривается как один из разделов управленческого учёта, соответствующий функции анализа операций (в противоположность учёту затрат и центрам ответственности). Оперативный учёт применяется в целях текущего управления в качестве системы наблюдения и контроля над отдельными фактами хозяйственной жизни организации, измеряемыми как по стоимостной оценке, так и в натуральных величинах.
Оперативный учет используется для повседневного текущего руководства и управления предприятием и дает информацию об отдельных фактах хозяйственной деятельности.

## История оперативного учёта
До средних веков сложившийся оперативный учёт неизвестен. В древности был распространен инвентарный пересчет товарно-материальных ценностей, поступивших в собственность купца в результате заключенной сделки. Данная традиция хорошо прослеживается в рамках фишечной учётной системы (англ. token accounting system), применявшейся на Ближнем Востоке за период с 8000 до 5000 лет назад.
Бухгалтерское дело итальянских республик позднего средневековья по старой итальянской форме, основанной на применении двойной записи, уже требовало от счетовода учитывать широкий спектр фактов хозяйственной жизни. От итальянского монаха-францисканца Луки Пачоли, популяризатора венецианской системы организации учёта (ит. scrittura alia veneziana), можно узнать, что оперативный учёт в ту пору не отделялся от инвентарного. В своем «Трактате о счетах и записях» (Tractatus de computis et scripturis, 1494) фра Пачоли рекомендует торговцу:

Сначала купец должен составить подробно свой Инвентарь, то есть вписать на отдельные листы или в отдельную книгу все, что, по его мнению, принадлежит ему в этом мире как в движимом, так и в недвижимом имуществе. Он начинает всегда с таких вещей, которые более ценны и которые легко утрачиваются, как-то: наличные деньги, драгоценности, серебряные изделия и пр. Недвижимое же имущество (например, дома, поля, лагуны, долины, пруды и пр.) не может быть утрачено как движимое. Все прочее имущество нужно записать последовательно в Инвентарь, обозначив в нем предварительно год и число, а также место составления и своё имя. Весь Инвентарь должен быть составлен к одному времени, иначе могут встретиться затруднения в будущем, при ведении торговли.

Условия для обособления оперативного учёта от инвентарного сложились лишь в тот момент, когда усложнение технологических процессов на производстве в начале XX в. привело к бурному развитию нормативного учёта затрат, калькулирования себестоимости и, как следствие, к появлению управленческого учёта. Как самостоятельная форма хозяйственного учёта оперативно-технический учёт впервые возник в СССР при попытках советских экономистов разработать принципиально новый метод управления издержками, коренным образом отличающийся от системы стандарт-кост, которая практиковалась в англосаксонских странах. Это был нормативный учёт, изначально, с конца 1920-х гг. по 1938 г., применявшийся в массовом машиностроении в виде подетально-операционного метода калькулирования. В таковом значении оперативный учёт указан в решениях XVI конференции ВКП(б) (1929 г.), когда было поставлено требование «установления единства бухгалтерского, оперативного и статистического учёта». В последующий советский период оперативный учёт охватывал регистрацию событий в хозяйственной жизни предприятий.
Оперативный учёт и сегодня продолжает успешно существовать. По мере компьютеризации бизнеса и банковского дела значение данного направления лишь возрастает вследствие необходимости фиксировать большой объём деловой информации, которая транслируется по электронным коммуникациям и по ряду причин не может быть отражена в традиционных документах первичного бухгалтерского учёта (в том числе по причине отсутствия стоимостной меры и влияния на баланс).

## Область применения оперативного учёта
В большинстве стран дальнего зарубежья оперативный учёт не обособляется в разряд самостоятельного вида хозяйственного учёта. Он рассматривается в качестве направления управленческого учёта (а именно ― метода стандарт-кост, который создавался как оперативно-калькуляционный учёт производства и сбыта).
В нашей стране оперативный учёт традиционно применяется в тех сферах деятельности, где, во-первых, существует множество объектов учёта, для которых не является актуальной стоимостная оценка, а во-вторых, где имеется много параметров объектов, не обладающих стоимостной оценкой по причине её невозможности. По мнению российского эксперта в области управления затратами В. Ф. Палия: «Оперативный учёт характеризует хозяйственную операцию или совокупность однородных операций… Он фиксирует многочисленные качественные и количественные характеристики операции, несущественные с точки зрения других видов учёта».
Так, в банковском деле оперативный учёт распространяется на численность работников, календарное время работы и многие другие объекты и параметры. В торговле объектом могут служить маршруты движения транспорта, а параметрами — цвет и способы упаковки товара. В животноводстве невозможно обойтись без учёта таких параметров, как сроки осеменения животных, календарь ветеринарных мероприятий и т. д.
Стоимостная оценка и двойная запись, принятые в финансовом учёте, призваны обеспечивать формальный контроль правильности бухгалтерских записей, что в итоге даёт точность чисел. Тем самым облегчается процедура финансовых проверок в ходе внутреннего или внешнего аудита. Между тем точность чисел отнюдь не гарантирует достоверности учётной информации, поскольку финансовый учёт не ведёт документального наблюдения за фактами хозяйственной жизни, не получающими стоимостной оценки, а потому влияющими на статьи баланса не прямо, а опосредованно. Отечественный специалист по промышленной бухгалтерии Б. И. Валуев, реабилитируя оперативно-технический учёт, отмечал: «Существуют объективные границы проникновения бухгалтерского учёта, за пределами которых начинается сфера действия оперативного учёта».

## Цели и метод оперативного учёта
Целью оперативного учёта является быстрый ежедневный сбор хозяйственной информации, уточняющий данные бухгалтерского учёта о себестоимости и выпуске продукции, расходе фонда заработной платы, рентабельности и ряда других показателей делового цикла. Посредством оперативного учёта осуществляется своевременное обобщение числовых данных в документах первичного бухгалтерского учёта и соблюдается принцип ажура. Высокая оперативность данного вида учёта обеспечивается за счёт краткости и быстроты, поскольку оперативный учёт не предполагает обязательности документирования операций.
Метод оперативного учёта состоит в непосредственном наблюдении хозяйственных операций, причём также и тех, которые невозможно непосредственно отразить в бухгалтерском учёте ― таких, как: явка работников, нагрузка на производственные мощности, простои, режим технологического процесса, характер брака. Специфика этого метода объясняет тот факт, что в оперативно-техническом учёте чаще всего применяются натуральные и трудовые измерители.